# Periclimenes amethysteus
Espèce
La Crevette améthyste (Periclimenes amethysteus) est une espèce de crevettes de la famille des Palaemonidae.

## Description
C'est une espèce endémique de la mer Méditerranée, plus particulièrement le bassin occidental ainsi que les mers Adriatique et Égée.
Elle a été identifiée par Antoine Risso en 1826 ou 1827 selon les sources.
D'une taille de 3 cm maximum, elle vit habituellement sur une anémone dont elle ne s'éloigne jamais, en général une anémone de verre, une anémone charnue, une anémone verte, ou parfois une anémone alicie.